# Bibio teneus
Bibio teneus är en tvåvingeart som beskrevs av Hardy 1937. Bibio teneus ingår i släktet Bibio och familjen hårmyggor.
Artens utbredningsområde är Alaska. Inga underarter finns listade i Catalogue of Life.